# Petre Antonescu
Petre Antonescu (29 de junio de 1873 - 22 de abril de 1965) fue un arquitecto rumano. A lo largo de su carrera durante la primera mitad del siglo XX, se estableció como líder en este campo dentro de su país, ayudando a definir un estilo nacional de arquitectura neorrumana, corriente muy relacionada con el art decó.
No debe ser confundido con el general Petre Antonescu.

## Biografía
Nacido en Râmnicu Sărat, completó la educación secundaria en Bucarest y entró en la facultad de derecho de la Universidad de Bucarest. Mientras estuvo allí, se acercó a importantes artistas que entonces estaban lidiando con el problema de cómo definir un arte rumano específico. En 1893, su nueva pasión llevó a Antonescu a abandonar el derecho y dirigirse a París para estudiar arquitectura. En 1899, obtuvo un título en este campo en la École des Beaux-Arts de París. Obtuvo seis medallas mientras era estudiante y redactó el plan para un pabellón rumano en la Exposición Universal de 1900.

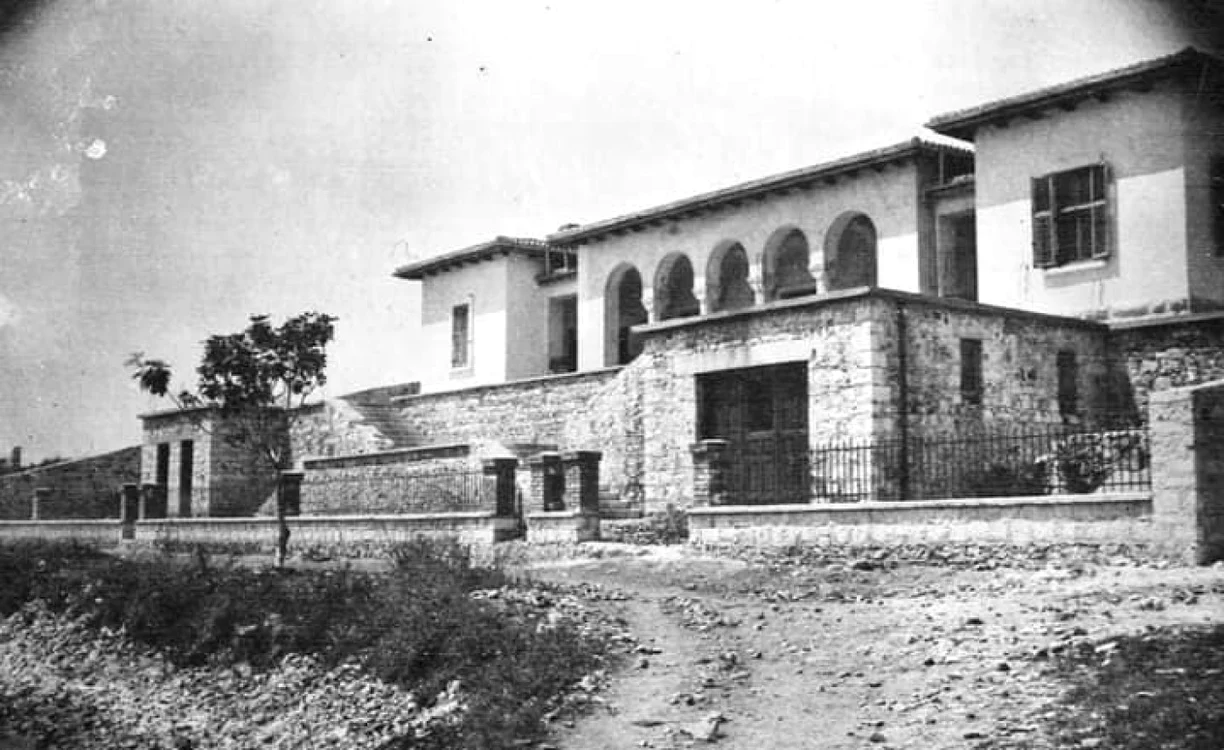
Instituto Rumano de Sarandë en 1937.

En 1900, Antonescu fue nombrado profesor honorífico de la Escuela de Arquitectura de Bucarest, ascendiendo a profesor titular en 1903. Enseñó historia de la arquitectura de 1900 a 1938 y fue rector de la escuela de 1931 a 1938. Según un antiguo alumno, dibujaba maravillosamente y hablaba con frases breves, claras y cuidadosamente elegidas. Antonescu participó activamente en el ámbito de la conservación y restauración de monumentos históricos, participando en numerosos proyectos durante el período de entreguerras. Junto con Gheorghe Balș y Nicolae Ghica-Budești, formó parte del comité de monumentos históricos, ayudando a crear un modelo científico para las restauraciones.
En 1912 y nuevamente de 1919 a 1921, Antonescu fue presidente de la Sociedad Rumana de Arquitectos; también dirigió la Sociedad de Arquitectos Profesionales de 1926 a 1932. Elegido miembro honorario de la Academia Rumana en 1936, fue elevado a la categoría de titular en 1945. En 1948, el nuevo régimen comunista lo despojó de su membresía en la Academia. Se le concedió el Premio Estatal en 1952 por la reconstrucción y ampliación del Ayuntamiento de Bucarest, y en 1958 se le concedió la Orden de la Estrella de la República Popular Rumana, de primera clase. En 1927, fue nombrado miembro correspondiente de la Accademia di San Luca de Roma.

## Logros
Algunas de sus obras más representativas se encuentran en Bucarest, como el Ayuntamiento, el Instituto de Historia Nicolae Iorga o el Arcul de Triumf. Otras obras incluyen el Palacio Administrativo de Craiova, la Catedral Ortodoxa de Galați o el Instituto Rumano en Sarandë.
Apasionado de la arquitectura, Antonescu diseñó más de cuarenta proyectos, la mayoría de los cuales son hoy monumentos históricos. Alumno de Julien Guadet y discípulo de Ion Mincu, contribuyó a dar forma a la forma clásica del estilo nacional. Al igual que Mincu, creía que las creaciones pasadas de los rumanos podrían servir como una gran reserva de inspiración y se basó en esto como su principal preocupación profesional. 
Mientras se formaba con Guadet y Edmond Paulin, comenzó su carrera en el academicismo de orientación clásica que prevalecía en su escuela, diseñando varias obras importantes con este espíritu. Cerca del final de su vida, Antonescu dividió su obra en arquitectura clásica y rumana. Fue el primero en aplicar el estilo neorumano a escala monumental, para edificios de varios niveles con funciones complejas, definiendo sus esfuerzos como el inicio de un "estilo original local".